# Raymond Kreder
Raymond Kreder é um ciclista profissional neerlandês nascido a 29 de novembro de 1989 em Haia. Actualmente compete pela equipa Team Ukyo. O seu irmão maior Michel ao igual que seu primo Wesley também são ciclistas profissionais.

## Biografia
Na categoria júnior conseguiu vários pódios nos campeonatos nacionais de pista, em provas como a carreira por pontos, keirin e scratch.
Em 2009 passou à equipa estadounidense Holowesco Partners Team, equipo amador e filial da Garmin dedicado à formação de ciclistas jovens. Em 2010, conseguiu uma 9.ª posição na Paris-Roubaix sub-23 e a partir de agosto passou como aprendiz à equipa ProTour (Garmin-Transitions essa temporada), onde em outubro se colocou 7º na Binche-Tournai-Binche.
Retornou à equipa filial em 2011, que essa temporada deixou de ser amador para ser equipa Continental e chamado Chipotle Development Team. O mais destacado da temporada foi um 5º posto de etapa na Volta a Portugal.
Em 2012, voltou à equipa ProTour e conseguiu a sua primeira vitória oficial em maio quando ganhou a 2.ª etapa da Volta a Noruega.

## Palmarés
2012
- 1 etapa do Tour da Noruega

2014
- Velothon Berlin
- 1 etapa do Tour de l'Ain

2018
- 1 etapa do Tour de Tochigi
- 1 etapa do Tour da Tailândia[1]
- 1 etapa do Tour da Coreia

2019
- Tour de Tochigi, mais 1 etapa
- 1 etapa do Volta ao Japão
- 1 etapa do Tour da Coreia
- 1 etapa do Tour de Hokkaido[2]

## Equipas
- Holowesco Partners Team (2009-2010)
- Chipotle (2011)
- Garmin-Sharp (2012-2014)
- Roompot (2015-2017)
  - Roompot Oranje Peloton (2015-2016)
  - Roompot-Nederlandse Loterij (2017)
- Team Ukyo (2018-)